# سام رانیزیی
سام رانیزیی (به انگلیسی: Sam Ranizai) یک تحصیل در پاکستان است که در خیبر پختونخوا واقع شده‌است.